# Burgstall Schlossberg (Unterholsbach)
Der Burgstall Schlossberg ist eine abgegangene mittelalterliche Höhenburg auf dem namengebenden Schlossberg über einem Bachtal, rund 300 Meter östlich des Ortsteiles Unterholsbach der Gemeinde Moosthenning im niederbayerischen Landkreis Dingolfing-Landau in Bayern, Deutschland.
Über diese Spornburg sind keine geschichtlichen oder archäologischen Informationen bekannt, sie wird grob als mittelalterlich datiert. Erhalten haben sich von der Anlage auf einem Bergsporn nur ein Burggraben und ein Abschnittswall mit Graben. Die Burgstelle ist als Bodendenkmal Nummer D-2-7340-0075: „Burgstall des Mittelalters“ geschützt. Etwa 500 Meter nördlich davon befindet sich eine weitere Befestigungsanlage, die Abschnittsbefestigung Oberholsbach, die dem Frühmittelalter zugerechnet wird.

## Beschreibung
Die heute bewaldete, zweiteilige Burgstelle befindet sich auf rund 450 m ü. NN Höhe über dem Talgrund eines Bachlaufes auf einem nach Südsüdwesten gerichteten Bergsporn, der aus einer kleinen Hochfläche hervorspringt. Bis auf die Nordnordostseite, die leicht ansteigend in die breiter werdende Hochfläche übergeht, fallen alle Seiten steil zu Tal ab und waren so von Natur aus gut geschützt.
Die in Nordost-Südwestrichtung rund 50 Meter lange und in Nordwest-Südostrichtung 35 Meter breite Burgfläche wird im Nordosten von einem bogenförmig verlaufenden Halsgraben abgeriegelt. Die Tiefe dieses Grabens beträgt vom Burgplateau zur Grabensohle gemessen noch sieben Meter, vom Vorgelände aus noch acht Meter, seine beiden Enden im Süden und Westen des Bergspornes laufen im Berghang aus. Von diesen Stellen zieht sich als zusätzlicher Schutz des Burgkegels ein Hanggraben um die Spitze des Bergspornes. An der Nordwestseite wird der Hanggraben von einem heute stark verflachten Außenwall begleitet.
Nordöstlich vor dem vom Halsgraben gesicherten Bereich der Kernburg lag ein zweiter Burgteil, vermutlich eine Vorburg, die sich bis 15 Meter vor dem Halsgraben erstreckte. Diese Vorburg wurde zur Hochfläche im Nordosten von einem bogenförmigen Abschnittswall begrenzt, dem zusätzlich ein Graben vorgelagert war. Mauerreste oder sonstige Bebauungsspuren sind nicht mehr vorhanden.